# Abdellah Haidane
Abdellah Haidane (né le 28 mars 1989 à Hiadna, Maroc) est un athlète naturalisé italien, marocain jusqu'au 29 février 2012, spécialiste du demi-fond.

## Biographie
Finaliste sur 1 500 m lors des Championnats d'Europe d'athlétisme 2012 à Helsinki, son record est de 3 min 39 s 11, réalisé à Busto Arsizio en 2012.
Son club est la N. Atl. Fanfulla Lodigiana et son entraîneur est Giorgio Rondelli. Il habite à Plaisance et a découvert l'athlétisme en 2005 lors des Jeux scolaires.

### Palmarès
| Date | Compétition           | Lieu     | Résultat | Épreuve | Performance   |
| ---- | --------------------- | -------- | -------- | ------- | ------------- |
| 2012 | Championnats d'Europe | Helsinki | 8e       | 1 500 m | 3 min 47 s 79 |

### Records
| Épreuve      | Performance   | Lieu          | Date        |
| ------------ | ------------- | ------------- | ----------- |
| 1 500 mètres | 3 min 39 s 11 | Busto Arsizio | 19 mai 2012 |